# José Clemente Laya
José Clemente Laya (* 20. Oktober 1913 in Caracas; † 1981 in Maracay) war ein venezolanischer Bratschist, Komponist und Musikpädagoge.

## Leben
Laya studierte an der Escuela Superior de Música José Ángel Lamas Violine bei Pedro Antonio Silva und M. A. Espinel, Harmonielehre bei Andrés Delgado Pardo und Komposition bei Vicente Emilio Sojo. Ab 1933 war er Bratschist im Orquesta Sinfónica Venezuela. Als Lehrer wirkte er u. a. an der Musikschule von San Cristóbal und an der Staatlichen Musikschule von Aragua. Außerdem war er Gründer und Direktor des Instituto de Arte Contemporáneo in Caracas, Direktor des Centro de Formación Técnica am Instituto Nacional de Folklore und Musikbeauftragter des Bildungsministeriums.
Neben Liedern, Chor- und Klavierwerken und Kammermusik komponierte Laya mehrere Orchesterwerke, darunter die Canciones Escolares (1954), die Suite Venezolana (1956) und eine Rapsodia (1957).